# Guadalupe Campanur Tapia
Guadalupe Campanur Tapia (Cherán, Michoacán,1986 - Chilchota, Michoacán, 16 de enero de 2018) fue una activista indígena purépecha defensora de los derechos medioambientales. Fue una de las líderes indígenas de Cherán que llamaban a la población a defender los bosques contra la tala forestal ilegal. En 2018, fue recordada por la Asociación para los Derechos de las Mujeres y el Desarrollo.

## Biografía
Nacida en Cherán Michoacán en 1986. Quienes la conocieron la describen como una persona alegre, inteligente, proactiva, valiente, libre, y comprometida con su comprometida con su comunidad. Fue una joven activista, que luchaba por la restitución del territorio comunal de Cherán, Michoacán. Su trabajo con los ancianos, niños, y trabajadores la convirtió en una figura importante en su comunidad.
Fue la primera mujer en integrarse como guardabosques en Michoacán y una de las fundadoras de la organización Ronda Comunitaria, concebida con el objetivo de proteger a la comunidad y el bosque por medio de diversas actividades como talleres de protección ambiental.
En 2011, estuvo entre los líderes indígenas de Cherán, que concienciaron y movilizaron a la población para proteger sus bosques contra la tala ilegal y participó activamente en la seguridad local patrullando sus bosques municipales. Lucharon también contra la violencia y la impunidad del crimen organizado en la región.
Su activismo ayudó a destituir el gobierno local y creó un propio sistema de gobierno. Con ello el municipio de Cherán se convirtió en un ejemplo único de autogobierno en México. Por medio de la participación comunitaria decidieron cómo protegerse entre ellos y a su bosque como prioridades básicas. Crearon instancias básicas de gobierno, entre ellos un consejo mayor e instituyeron rondas ciudadanas para cuidar la seguridad e impedir la devastación de los bosques.

## Asesinato
Fue asesinada en Chilchota, Michocán, México el 16 de enero de 2018. Su cuerpo fue encontrado en un tramo carretero de la Meseta Purépecha ubicado entre los kilómetros 15 y 16 de la carretera libre Carapan-Paracho con huellas de tortura sexual y estrangulamiento. De acuerdo con el personal especializado en medicina forense se determinó que la causa de muerte fue asfixia mecánica por estrangulación, reveló que la muerte se produjo entre 36 y 48 horas antes del hallazgo.
En un comunicado de la fiscalía se informó que no existía una denuncia por la desaparición de la víctima. Se informó también que no podían establecer con certeza si la causa de su asesinato está vinculada a su activismo.

Dos días después de su asesinato, Carolina Lunuen amiga de Guadalupe, denunció el hecho expresando:
Esto puede interpretarse también como un mensaje para intimidar y acallar a quienes genuinamente le apostamos a revalorar la vida, a partir de acciones comunitarias que vayan más allá de la resistencia. También es una forma de aterrorizar a las mujeres y en suma, cobra el sentido de una técnica etnocida para menguar la lucha por la vida ejercida por la comunidad purépecha de Cherán, Michoacán.
Tras su muerte se desencadenó una serie de protestas demandando justicia de género contra los feminicidios en la comunidad de Cherán.